# Crotalus cerastes
El crótalo cornudo o cascabel cornuda (Crotalus cerastes), también conocido en inglés como «sidewinder», es una especie de reptil venenoso de la familia Viperidae y subfamilia Crotalinae. Habita en el suroeste de Estados Unidos y el noroeste de México.
Según el IUCN, su conservación no corre peligro.

## Subespecies
- Crotalus cerastes cerastes Hallowell, 1854
- Crotalus cerastes cercobombus Savage & Cliff, 1953
- Crotalus cerastes laterorepens Klauber, 1944

## Movimiento

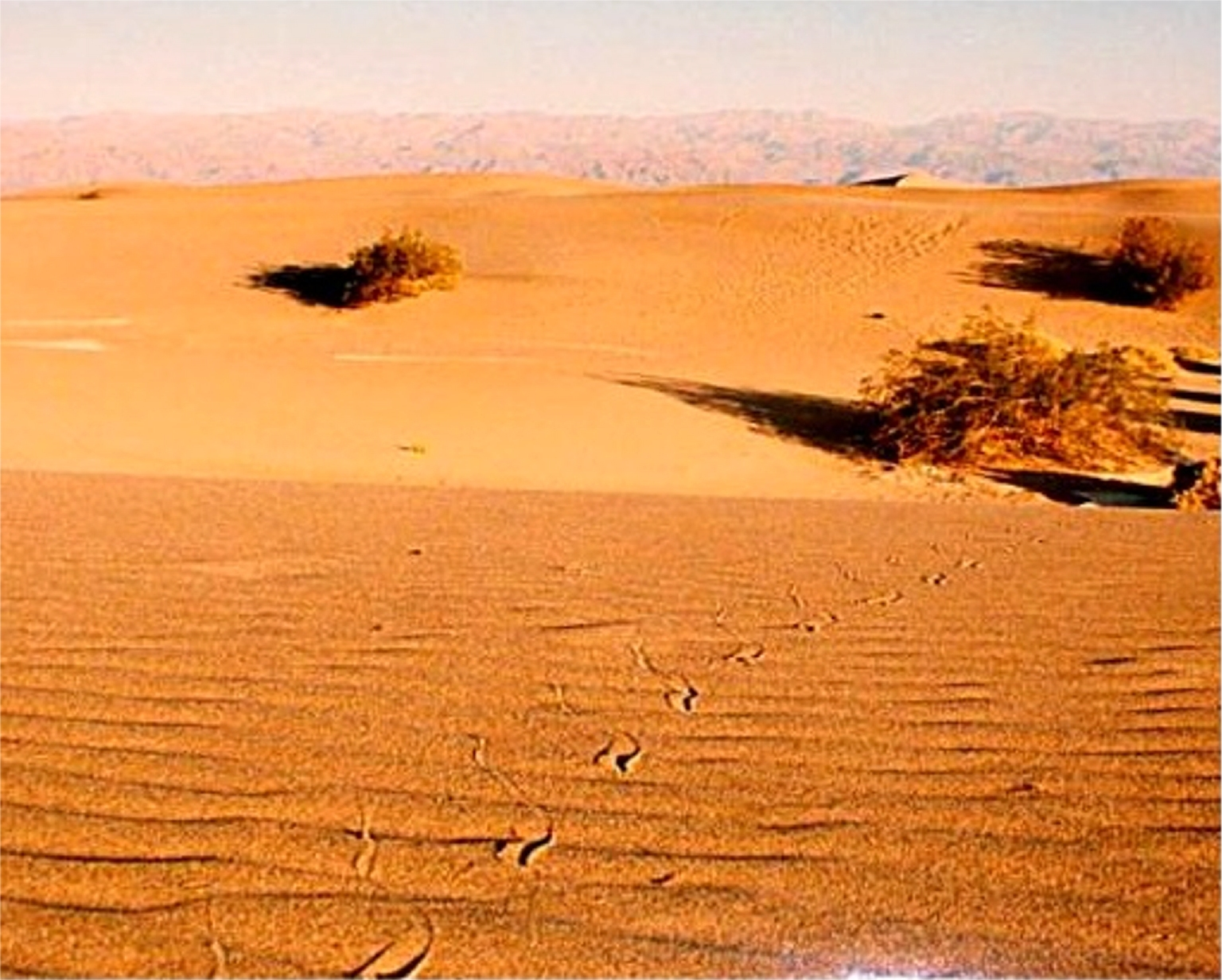
Surcos dejados por el paso de un crótalo cornudo.
Formación de los característicos senderos.